# El baile del vampiro
El baile del vampiro és una minisèrie de còmics de 4 números publicats per Planeta DeAgostini en 1997 en la seua línia Laberinto.
Es tracta d'una història de temàtica vampírica ambientada a Barcelona durant la dècada de 1990. Tant guió com dibuix són de l'autor Sergio Bleda, que la va dibuixar en blanc i negre. Els vampirs de l'obra destaquen per eixir-se'n de la imatge tradicional dels vampirs, ja que actuen d'una manera molt més dinàmica i moderna.

## Trajectòria editorial
L'any 1999 es va publicar El baile del vampiro: Inés 1994, un còmic basat en un dels personatges principals de la sèrie i que està ambientat uns anys abans de la sèrie original. En 2004 es va publicar Schtroumf, una aventura de Jakob el vampiro, amb guió d'Alberto López Aroca, una preqüela on es conta la història de Jakob a l'època prussiana.
L'any 2002 l'editorial "Proyectos editoriales Crom" va publicar una reedició en un tom titulada El baile del vampiro: Compendio sense tenir els drets, per la qual cosa esta edició va ser retirada de la venda.
L'any 2007 Aleta Ediciones va publicar una edició commemorativa pel desè aniversari de 188 pàgines, recopilant tots els còmics del baile del vampiro (incloent els còmics de 1999 i 2004), així com diversos extres i amb una nova portada.
L'agost de l'any 2009 va aparèixer l'edició nord-americana, publicada per Dark Horse Books, empresa subsidiària de Dark Horse Comics, Inc., recopilant tots els còmics originals i l'especial El baile del vampiro: Inés 1994.

## Sinopsi
Jacob és un vampir prussià de més de dos-cents cinquanta anys que durant la dècada de 1990 es troba a la ciutat de Barcelona. En els últims temps s'ha encapritxat d'una mortal, Naomi, a la que vigila de la distància, però quan un grup neonazi l'ataca, intervé per a salvar-la.
Inés és una jove vampiressa que es troba amb Ana, una altra vampiressa recentment convertida i confusa en el seu nou estat, a la qual comença a guiar en la seua existència immortal.
El que ningú sap és que la seua destinació ha estat manipulat pel Vampir Blanc, un mestre de la intriga que desitja controlar el poder ocult que es troba dins d'Ana.